# Stigmatophora sinensis
Stigmatophora sinensis är en fjärilsart som beskrevs av Walker 1854. Stigmatophora sinensis ingår i släktet Stigmatophora och familjen björnspinnare. Inga underarter finns listade i Catalogue of Life.